# Морква (рід)
Морква (Daucus) — рід рослин родини окружкових.
Морква — дворічна рослина (деколи одно- чи багаторічна), в перший рік росту утворює розетку із листя та коренеплід, на другий рік життя — кущ з насінням.

## Етимологія
Українське морква походить від прасл. *mъr̥ky (род. відм. *mъr̥kъve), яке вважають спорідненим з лит. burkunas, і можливо, з дав.-в.-нім. mor(a)ha, виводячи їх від пра-і.є. *mr̥k-/*br̥k-. Первісно слово морква відмінювалося за зразком іменників з основою на *-ū (аналогічно тыкы, смокы), потім змінило тип відмінювання за зразком іменників з основою на *-ā.
Латинська родова назва Daucus походить від дав.-гр. δαῦκος (позначення різних видів окружкових рослин), утвореного від дієслова δαίω («запалюю») — це пов'язане, очевидно, з їдким смаком плодів.

## Історія
Вважається, що моркву, відому нам сьогодні жовтогарячою, почали вирощувати в районі Афганістану, Ірану та Пакистану, де вона мала темно-фіолетове коріння, зумовлене присутністю пігменту антоціаніну. Темно-червону і фіолетову моркву, як і раніше вирощують в Афганістані й сьогодні. Згодом дика морква поширилась на захід від цього регіону до Малої Азії (у X або XI столітті), Іспанії (XII століття) і Північно-Західної Європи (у XV столітті), і на схід до Китаю (у XIII або XIV столітті) і Японії (у XVII столітті). На якомусь етапі виникли мутантні жовті і білі форми, позбавлені антоціанінів. Дані з документів і картин свідчать, що морква культивована в Північно-Західній Європі до XVI століття була фіолетового або жовтого кольору. Селекція жовтої моркви в Нідерландах в XVII столітті призвела до моркви з вищою концентрацією оранжевого пігменту (бета-каротину)[джерело?].

## Поширення
Широко поширена в середземноморських країнах, Африці, Австралії, Новій Зеландії та Америці (до 60 видів).
Найбільш відома морква посівна (культурна, Daucus sativus, Daucus carota) — дворічна рослина з грубим дерев'янистим білуватим чи рожевим коренем. Культурна морква поділяється на столову та кормову. Суцвіття — 10—15-променевий складний зонтик, промені шорсткувато-опущені, розпущені під час цвітіння. Квіти з дрібними зубчиками чашечки та білими, червонуватими чи жовтуватими пелюстками. В центрі зонтика темно-червона квітка. Плоди — дрібні, еліптичні 2-сім'яники довжиною 3-4 мм. Цвіте в перший рік (червень — липень).
Коренеплід м'ясистий, конічний, циліндричний чи веретеноподібний, масою від 30–300 г та більше.
Шкідники: муха морквяна.

## Застосування
Коренеплоди використовують в їжу в сирому та вареному вигляді, виготовляють соки, а з насіння настоянки. В коренеплодах містяться каротиноїди — каротини, фітоен, фітофлуєн та лікопин; вітаміни В, В2, пантотенова кислота, аскорбінова кислота; флавоноїди, антоцианідини, цукор (3-15 %), жири та ефірна олія, умбелліферон; в насінні — ефірна олія, флавонові з'єднання та жири. Квіти містять антоціанові з'єднання та флавоноїди (кверцетин, кемпферол).
В медицині морква застосовується при гіпо- та авітамінозах. Покращує епітелізацію, активує внітрішньоклітинні окислювально-відновлювальні процеси, регулює вуглеводний обмін, має легку послаблювальну дію.
Насіння використовують для виготовлення лікарських засобів, наприклад даукарину, який має спазмолітичну дію, схожу на дію папаверину, келліна, розширює коронарні судини; застосовується при атеросклерозі, коронарній недостатності з явищами стенокардії. З насіння отримують екстракти та ефірну олію для косметики та ароматоерапії. У народній медицині морква дика застосовується як протиглисний та послаблювальний засіб.

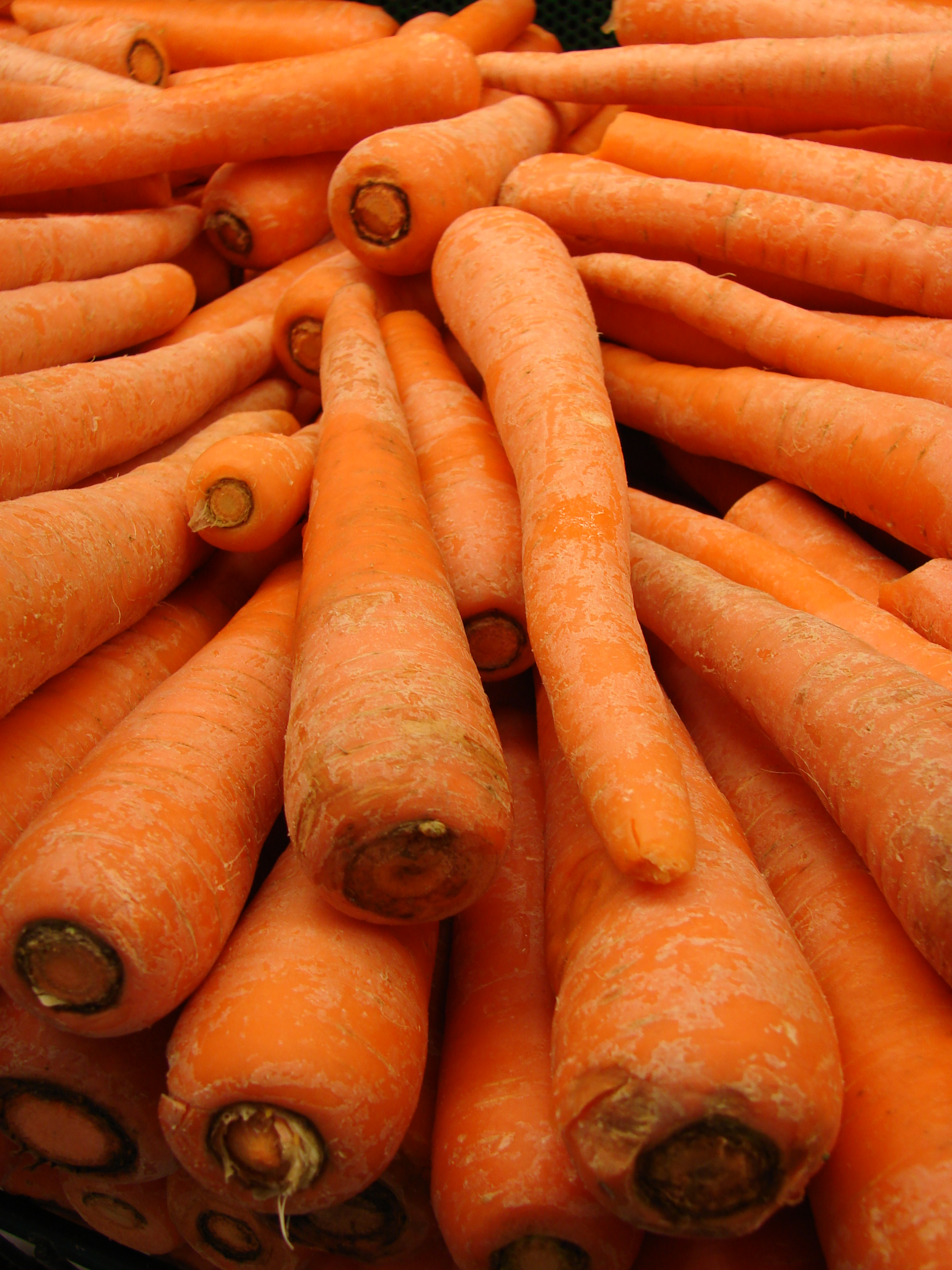
Daucus carota
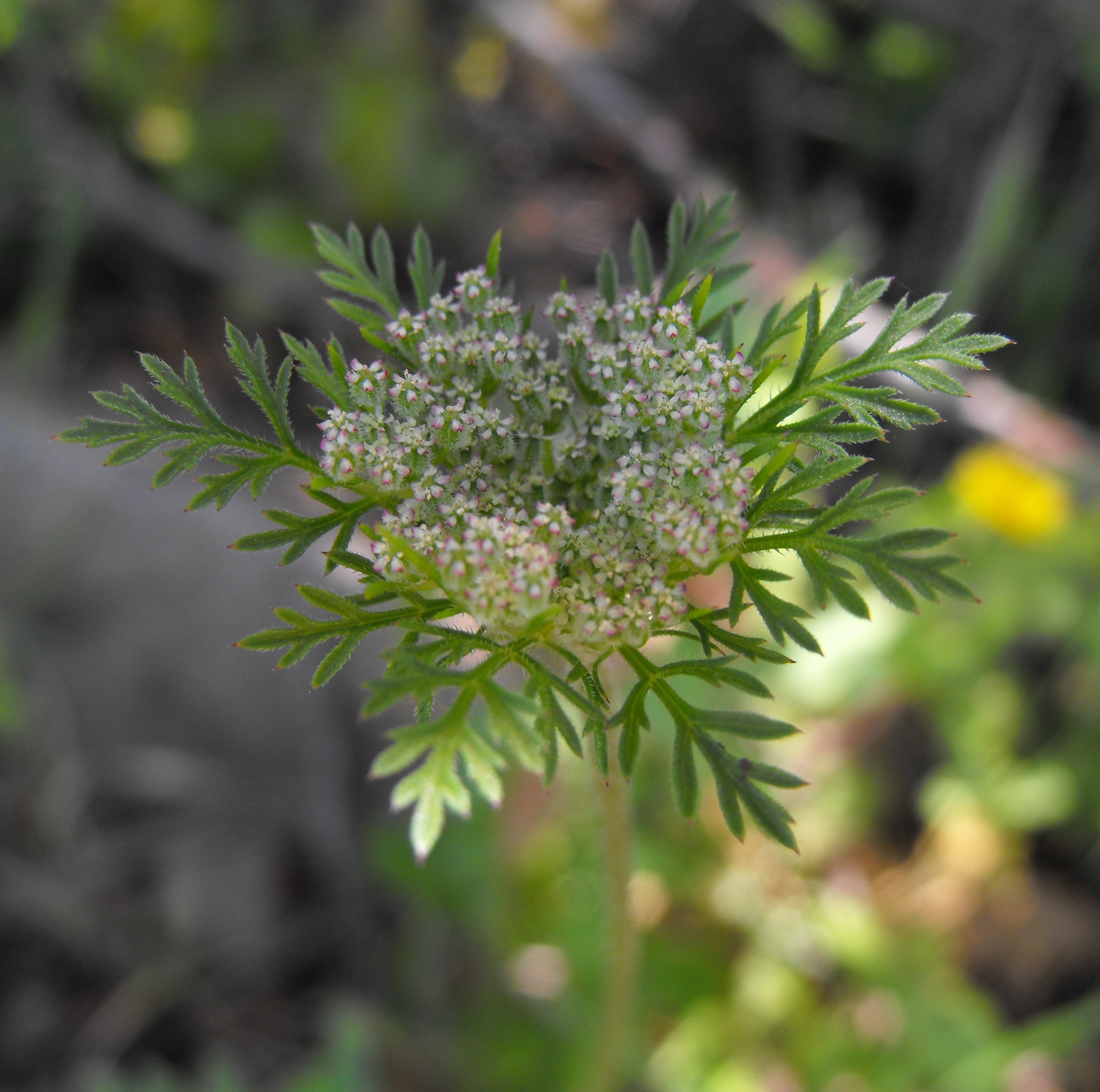